# Noisette
Noisette är en maträtt där huvudingrediensen består av små skivor av fläsk-, kalv-, lamm- eller renfilé. Filéerna är renskurna och ofta runda i formen. Rätten är (kan vara) smaksatt med hasselnötter eller med brynt smör, så kallad beurre noisette. Noisette är franska och betyder hasselnöt.